# Nicole Garay
Nicole Garay (castellà: Nicolle Garay)  (Panamà, 10 de setembre de 1873 - Panamà, 19 de juny de 1928), coneguda popularment com a Nicolasa de las Mercedes Garay, va ser una poeta, pianista, violinista, educadora i feminista panamenya, integrant de la primera generació de poetes panamenys.

## Biografia
Va ser filla del pintor colombià Epifanio Garay, qui es va radicar a Panamà, i germana del músic Narcís Garay. Va rebre educació privada a través de diverses mestres i el 1882 es va mudar a Bogotà, per després anar-se juntament amb la seva família a França gràcies a una beca del govern. Posteriorment va tornar a Colòmbia, rotant entre Panamà i Bogotà, i aprenent de diversos mestres, entre ells Manuel José Hurtado. En aquest període va formar els seus coneixements de piano, violí, flauta, guitarra, belles arts i literatura.
Es va mantenir a Bogotà fins al 1903, per a després incursionarse a l'educació privada i pública a Panamà. Entre 1921 i 1925 va ser directora del Conservatori Nacional de Música i Declamació. També va formar part del moviment feminista d'Esther Neira de Calvo.
Va morir a la Ciutat de Panamà el 19 de juny de 1928, a l'edat de 54 anys.

## Estil
En la seva poesia subjau un fort corrent romàntic, trobant-se amb ella la malenconia produïda per l'absència del ser estimat o per la incertesa de la vida. Nicole Garay és una de les poques poetes panamenyes dones, en les obres de les quals es percep la preocupació pel futur del país, a més dels temes romàntics i socials.

## Obres
- Rima
- De ayer a hoy
- Cantinela
- Esplín
- Las dos plegarias
- 3 de noviembre
- Pedacito de tierra
- El niño patriota.